# PeerTube
PeerTube là một nền tảng chia sẻ video liên hợp, tự do và nguồn mở hoạt động với hình thức tự lưu trữ (self-hosting). Nền tảng này sử dụng giao thức ActivityPub và WebTorrent, một công nghệ P2P tiết kiệm tài nguyên cho các máy chủ cá nhân.
Dự án bắt đầu vào năm 2017 bởi một lập trình viên biệt danh Chocobozzz và được tài trợ bởi tổ chức phi lợi nhuận Framasoft ở Pháp. Mục tiêu là tạo ra một nền tảng đối đầu với các nền tảng tập quyền như YouTube, Vimeo, và Dailymotion.

## Phương thức vận hành
Mỗi máy chủ PeerTube là một trang web để tìm kiếm và xem video, với những tính năng và bộ quy tắc ứng xử khác nhau.
Mỗi máy chủ có thể liên hợp với nhau, chia sẻ video với các máy chủ khác, mặc dù video chỉ lưu trữ trên một máy chủ duy nhất. Bên cạnh đó, quản trị viên của máy chủ này có thể thiết lập để chia sẻ băng thông mạng với máy chủ khác.
Video có thể tải về xem ngoại tuyến thông qua HTTP, nhưng khi phát trực tuyến cũng có thể sử dụng HLS và WebTorrent. Những người kết nối với máy chủ là một relay gửi những mảnh của video đến tới người xem khác. Điều này giúp quản trị viên vận hành máy chủ với chi phí tiết kiệm nhất.

## Nguồn gốc và lịch sử

Mực Sepia, linh vật của Peertube